# مشروع نشر التعليم الرقمي في الدول العربية
انطلق مشروع نشر التعليم الرقمي في الدول العربية بتاريخ 1/12/2007 لنشر التعليم الرقمي في البلدان العربيّة بتوزيع 9000 حاسوب على أكثر البلدان العربية احتياجاً، ولكي تكون تكنولوجيا المعلومات والاتصال أدوات أساسية في التربية والتعلّم. ومن أهداف المشروع توزيع أجهزة حاسوب محمولة على طلاب المدارس في الدول العربيّة الأكثر احتياجاً لأدوات التطوير التقني، تدريب المدرّسين في العالم العربي على أحدث وسائل التعليم الرقمي، وتطوير مناهج التعليم الرقمي بالّلغة العربية.

## أهداف المشروع
من اهداف المشروع:
- تدريب المدرّسين في العالم العربي على أحدث وسائل التعليم الرقمي وتطوير المناهج باللّغة العربيّة.
- تطوير التعليم الرقمي والارتقاء بمستوى العمل والمسؤولية الاجتماعية للشركات.
- تربية جيل عربي كامل على التقنيات الحديثة.
- دعم المشاريع الثقافية والعلمية في العالم العربي.
- تشجيع التعاون بين الشركات العالمية والمنظمات غير الحكومية في مجالات تطوير التعليم.
- الارتقاء بالجهود التعليمية في دولنا العربية لتواكب التطورات ومتطلبات عالمنا المعاصر.
- تحفيز أصحاب المال والفكر في العالم العربي لتقديم المزيد من الهبات والمساعدات للمؤسسات التعليمية في مجتمعاتهم من اجل نشر التعليم الرقمي في جميع أنحاء الأمة العربية.
- سدّ الفجوة الرقمية في البلدان والمجتمعات العربية ليكون للعالم العربي وجود حقيقي في شبكة الإنترنت وفي صناعة المعلوماتية.

## المرحلة الأولى
وفي 10 آذار 2009 أعلن عن إنجاز المرحلة الأولى من المبادرة وذلك وعلى بقيام مؤسسة الفكر العربي بالتّعاون مع شركة إنتل العالمية بتقديم هبة عبارة عن 560 حاسوباً تربويّاً تمّ توزيعها على تسع مدارس رسمية موزّعة في المناطق اللبنانية كافة، هذا فضلاً عن قيام شركة إنتل العالمية خلال شهري تشرين الأول وتشرين الثاني 2008 بتدريب أساتذة هذه المدارس على تقنية دمج التكنولوجيا في المناهج التربوية.

## المرحلة الثانية
من المفترض أن تشمل المرحلة الثانية المملكة الأردنية الهاشمية ليصل عدد الحواسيب الموزعة 2400 حاسوب.

## المشاركون بالمشروع
- مؤسسة الفكر العربي
- شركة انتل العالمية
- وزارة التربية والتعليم اللبنانية